# Tim Hutchinson
Timothy „Tim” Hutchinson (ur. 11 sierpnia 1949 w Bentonville, Arkansas) – amerykański polityk, członek Partii Republikańskiej. 

## Działalność polityczna
Od 1985 do 1992 był członkiem Izby Reprezentantów Arkansas. W okresie od 3 stycznia 1993 do rezygnacji 2 stycznia 1997 przez dwie kadencje był przedstawicielem 3. okręgu wyborczego w stanie Arkansas w Izbie Reprezentantów Stanów Zjednoczonych, a od 3 stycznia 1997 do 3 stycznia 2003 reprezentował ten stan w Senacie Stanów Zjednoczonych.
Jego bratem jest Asa Hutchinson.